# The Jimi Hendrix Experience (box set)
The Jimi Hendrix Experience è un cofanetto di materiale inciso dal musicista statunitense Jimi Hendrix, costituito da quattro dischi, pubblicato nel 2000 dalla MCA Records. I brani inclusi sono versioni alternative inedite di brani noti, performance dal vivo, brani inediti e rarità varie.

## Il disco
Una seconda edizione del box set venne pubblicata il 28 novembre 2005 dalla Universal Music Group, con l'aggiunta di un DVD contenente un documentario della durata di 30 minuti intitolato Hendrix And The Blues, originariamente parte della serie Martin Scorsese Presents The Blues.

### Copertina
La foto di copertina è opera del fotografo Karl Ferris, le cui foto erano state usate per la versione statunitense dell'album Are You Experienced, per il disegno della copertina di Axis: Bold As Love, e per la versione USA/Canada di Electric Ladyland.

## Tracce

### Disco 1
1. Purple Haze (Hendrix) – 3:26
2. Killing Floor (Live) (Burnett) – 3:05
3. Hey Joe (Live) (Roberts) – 2:52
4. Foxy Lady (Hendrix) – 3:27
5. Highway Chile (Hendrix) – 3:40
6. Hey Joe (Roberts) – 3:06
7. Title #3 (Hendrix) – 2:12
8. Third Stone from the Sun (Hendrix) – 9:18
9. Taking Care of No Business (Hendrix) – 3:42
10. Here He Comes (Lover Man) (Hendrix) – 3:02
11. Burning of the Midnight Lamp (Hendrix) – 1:30
12. If 6 Was 9 (Hendrix) – 5:57
13. Rock Me Baby (Live) (Josea, King) – 3:20
14. Like a Rolling Stone (Live) (Dylan) – 6:52

#### Dettagli di registrazione
- Tracce 7 & 9 sono brani precedentemente inediti.
- Tracce 5, 6, 8, 10, 11 & 12 sono versioni alternative precedentemente inedite.
- Tracce 2 & 3 registrate live all'Olympia Theatre, Paris, France, 18 ottobre 1966.
- Tracce 13 & 14 registrate live al Monterey International Pop Festival, 18 giugno 1967.

### Disco 2
1. Sgt. Pepper's Lonely Hearts Club Band (Live) (Lennon-McCartney) – 1:51
2. Burning of the Midnight Lamp (Live) (Hendrix) – 4:06
3. Little Wing (Hendrix) – 3:23
4. Little Miss Lover (Hendrix) – 2:21
5. The Wind Cries Mary (Live) (Hendrix) – 4:11
6. Catfish Blues (Live) (Petway) – 5:26
7. Bold as Love (Hendrix) – 7:09
8. Sweet Angel (Hendrix) – 4:12
9. Fire (Live) (Hendrix) – 2:43
10. Somewhere (Hendrix) – 3:48
11. Have You Ever Been (To Electric Ladyland) (Hendrix) – 1:28
12. Gypsy Eyes (Hendrix) – 3:43
13. Room Full of Mirrors (Hendrix) – 1:26
14. Gloria (Van Morrison) – 8:53
15. It's Too Bad (Hendrix) – 8:52
16. Star Spangled Banner (Francis Scott Key, John Stafford Smith, arr. Hendrix) (Studio version) – 4:12

#### Dettagli di registrazione
- Traccia 15 è un brano precedentemente inedito.
- Tracce 3, 4, 7, 8, 10, 11, 12, 13 & 14 sono versioni alternative precedentemente inedite.
- Traccia 16 è una registrazione di studio dei Silver Apples.
- Tracce 1 & 2 registrate live a Stoccolma, Svezia, 5 settembre 1967.
- Tracce 5 & 6 registrate live all'Olympia Theatre, Parigi, Francia, 9 ottobre 1967.
- Traccia 9 registrata live alla Clark University, Worcester, Massachusetts, 15 marzo 1968.

### Disco 3
1. Stone Free (Hendrix) – 3:43
2. Spanish Castle Magic (Hendrix) – 5:50
3. Hear My Train A Comin' (Hendrix) – 6:58
4. Room Full of Mirrors (Hendrix) – 7:56
5. I Don't Live Today (Live) (Hendrix) – 6:33
6. Little Wing (Live) (Hendrix) – 3:16
7. Red House (Live) (Hendrix) – 13:07
8. Purple Haze (Live) (Hendrix) – 4:03
9. Voodoo Child (Slight Return) (Live) (Hendrix) – 7:53
10. Izabella (Hendrix) – 3:40

#### Dettagli di registrazione
- Tracce 1, 2, 3, 4 & 10 sono versioni alternative precedentemente inedite.
- Traccia 5 registrata live al Los Angeles Forum, California, 26 aprile 1969.
- Tracce 6 & 9 registrate live alla Royal Albert Hall, London, 24 febbraio 1969.
- Tracce 7 & 8 registrate live al San Diego Sports Arena, California, 24 maggio 1969.

### Disco 4
1. Message to Love (Hendrix) – 3:35
2. Earth Blues (Hendrix) – 4:08
3. Astro Man (Hendrix) – 4:11
4. Country Blues (Hendrix) – 8:27
5. Freedom (Hendrix) – 3:52
6. Johnny B. Goode (Live) (Chuck Berry) – 4:46
7. Lover Man (Hendrix) – 2:57
8. Blue Suede Shoes (Live) (Carl Perkins) – 4:28
9. Cherokee Mist (Hendrix) – 6:02
10. Come Down Hard on Me (Hendrix) – 3:18
11. Hey Baby/In from the Storm (Live) (Hendrix) – 8:56
12. Ezy Ryder (Hendrix) – 3:43
13. Night Bird Flying (Hendrix) – 4:24
14. All Along the Watchtower (Live) (Bob Dylan) – 4:22
15. In from the Storm (Live) (Hendrix) – 4:21
16. Slow Blues (Hendrix) – 1:46

#### Dettagli di registrazione
- Tracce 4, 7, 9 & 16 sono brani precedentemente inediti.
- Tracce 1, 2, 3, 5, 10, 12 & 13 sono versioni alternative precedentemente inedite.
- Tracce 6 & 8 registrate live al Berkeley Community Theatre, Berkeley, California, 30 maggio 1970. (Primo show)
- Traccia 11 registrata dal vivo a Maui, Hawaii, 30 luglio 1970.
- Tracce 14 & 15 registrate live al Festival dell'Isola di Wight, Inghilterra, 30 agosto 1970.